# Erecabia pluridens
Erecabia pluridens is een hooiwagen uit de familie Assamiidae.